# 최영훈 (연출가)
최영훈은 대한민국의 텔레비전 드라마 연출감독이다.

## 드라마
- 2003년 ~ 2004년  SBS 일일시트콤 《압구정 종갓집》(공동연출)
- 2007년  SBS 토요 청춘시트콤 《달려라! 고등어》(공동연출)
- 2007년 SBS 금요드라마 《아들찾아 삼만리》 (조연출)
- 2008년  SBS 드라마스페셜 《일지매》(조연출)
- 2008년 SBS 드라마스페셜 《바람의 화원》 (조연출)
- 2010년  SBS 드라마스페셜 《산부인과》(공동연출)
- 2011년  SBS 아침연속극《장미의 전쟁》(연출)
- 2011년  SBS 월화드라마 《무사 백동수》(프로듀서)
- 2012년  SBS 주말특별기획드라마 《다섯 손가락》(연출)
- 2013년 ~ 2014년  SBS 월화미니시리즈 《따뜻한 말 한마디》(연출)
- 2015년  SBS 월화미니시리즈 《상류사회》(연출)
- 2016년  SBS 주말특별기획드라마 《끝에서 두번째 사랑》(연출)
- 2017년  SBS 주말특별기획드라마 《언니는 살아있다》(연출)
- 2020년  SBS 월화특별기획드라마 《굿캐스팅》(연출)
- 2021년  SBS 금토드라마 《원 더 우먼》(연출)
- 2023년  tvN 드라마 《판도라: 조작된 낙원》(연출)
- 2025년 ENA 드라마 《금쪽같은 내 스타》(연출)